# Estatua de mármol de Hércules
La estatua de mármol de Hércules es una obra romana en mármol hecha entre los años 69 y 96 a. C. Actualmente está expuesta en el Museo Metropolitano de Arte, donde numerosas obras clásicas y romanas de gran prestigio componen esta hermosa galería.

## Historia
La obra fue esculpida durante los primeros años del Imperio, se dice que formó parte de unos elegantes baños en Roma construidos originalmente por Nerón durante el año 62 d. C. Durante el primer tercio del siglo XVII, el marqués Vincenzo Giustiniani complementó su colección con esta escultura, gracias a esto se hicieron numerosas reformas para conservar en buen estado la estatua.
Según algunas fuentes, la escultura fue una copia de otro modelo de Hércules solo que con barba, que también se localizaba en los baños del emperador Nerón, cerca del Panteón.

## Descripción
La obra nos muestra a un Hércules joven, que reposa sobre un tronco mientras en uno de sus brazos lleva la piel del León de Nemea como si de un trofeo se tratara. En una de sus manos lleva un garrote, que nos relata su increíble fuerza, algo que ya sabemos por su cuerpo tan bien formado, los poderosos bíceps, junto con una caja torácica que ya demostraba tener futuro, y también un suntuoso cuello que nos muestra su lado más robusto, componen su físico actual, que vemos en muchas estatuas del héroe griego.
El tronco usado como apoyo y una especie de soporte que se encuentra entre las piernas de Hércules, nos dan la posibilidad de que la estatua es una copia de un modelo griego, algo muy típico de la escultura romana.